# Rafael Palma

Rafael Palma

Rafael Palma (Manilla, 24 oktober 1874 - aldaar, 24 mei 1939) was een Filipijns jurist, politicus en bestuurder. Rafael Palma was de broer van dichter José Palma.

## Biografie
Palma was een van de kinderen van Hermogenes Palma, een boekhouder op het Intendencia Office, en Hilaria Velasquez. Zijn jongste broer was José Palma, die zou uitgroeien tot een van de meest vooraanstaande Spaanstalige Filipijnse dichters. Na het voltooien van zijn middelbareschoolopleiding aan de Ateneo Municipal de Manila, waar hij zich al onderscheidde als schrijver en spreker, studeerde hij rechten aan de University of Santo Tomas. Nadat zijn studie enige tijd werd onderbroken door de Spaans-Amerikaanse Oorlog rondde hij zijn opleiding af in 1901. In hetzelfde jaar slaagde hij bovendien voor het toelatingsexamen van de Filipijnse balie. Hij schreef verhalen en opiniestukken voor La Independencia, de krant van generaal Antonio Luna. Bij de verkiezingen van 1916 werd Palma voor de eerste maal gekozen tot senator. In 1917 werd hij door gouverneur-generaal Francis Burton Harrison benoemd tot minister van binnenlandse zaken. Hierdoor bekleedde hij enkele jaren, tot het eind van zijn senaatstermijn in juni 1922, belangrijke functies in zowel de uitvoerende als wetgevende tak van de overheid. In juli 1923 werd Palma benoemd tot president van de University of the Philippines. Aan het eind van zijn termijn als president in 1933 wordt hij opgevolgd door Jorge Bocobo. In 1935 was Palma een van de leden van de Constitutionele Conventie, die zich bogen over een nieuwe Filipijnse Grondwet. Toen in 1936 de National Council of Education werd opgericht werd Palma door president Manuel Quezon benoemd tot eerste voorzitter van deze adviesraad voor onderwijsbeleid en hervormingen.
Palma overleed in 1939 op 64-jarige leeftijd aan de gevolgen van een hersentumor.